# Alpensegler
Der Alpensegler (Tachymarptis melba, Syn.: Apus melba) ist eine Vogelart aus der Familie der Segler (Apodidae). Die Art besiedelt unter anderem weite Teile des südlichen Europas, die nördliche Verbreitungsgrenze verläuft durch den Südwesten Deutschlands.

## Aussehen und Merkmale
Alpensegler sind typische Segler mit einem stromlinienförmigen, länglichen Rumpf und sichelförmigen, langen, spitzen Flügeln. Der Schwanz ist deutlich gegabelt. Der Alpensegler ist mit 20 bis 23 cm Körperlänge, einer Spannweite von 51 bis 58 cm und einem Gewicht von 76 bis 125 g der mit Abstand größte Segler der westlichen Paläarktis. Männchen sind im Durchschnitt etwas (ca. 2 %) größer als Weibchen; die Flügellänge von Schweizer Alpenseglern betrug bei Männchen im Durchschnitt 229,5 mm, bei Weibchen 225,6 mm.
Von allen anderen Seglern der westlichen Paläarktis unterscheidet sich die Art, abgesehen von der Größe, durch die Unterseitenzeichnung. Die Kehle und der gesamte Vorderbauch sind reinweiß, unterbrochen durch ein scharf abgesetztes, dunkles Brustband. Die übrige Unterseite (und die gesamte Oberseite) ist fahl beige- oder graubraun. Der Schnabel ist schwarz, die Iris ist braunschwarz. Die Füße sind bei Juvenilen fleischfarben, bei Adulten schwarz, die Zehenspitzen sind dunkelbraun und die Krallen schwarz.

## Lautäußerungen
Der Ruf ist ein langgezogener Triller, der zum Schluss etwas abfällt (Rufbeispiel).

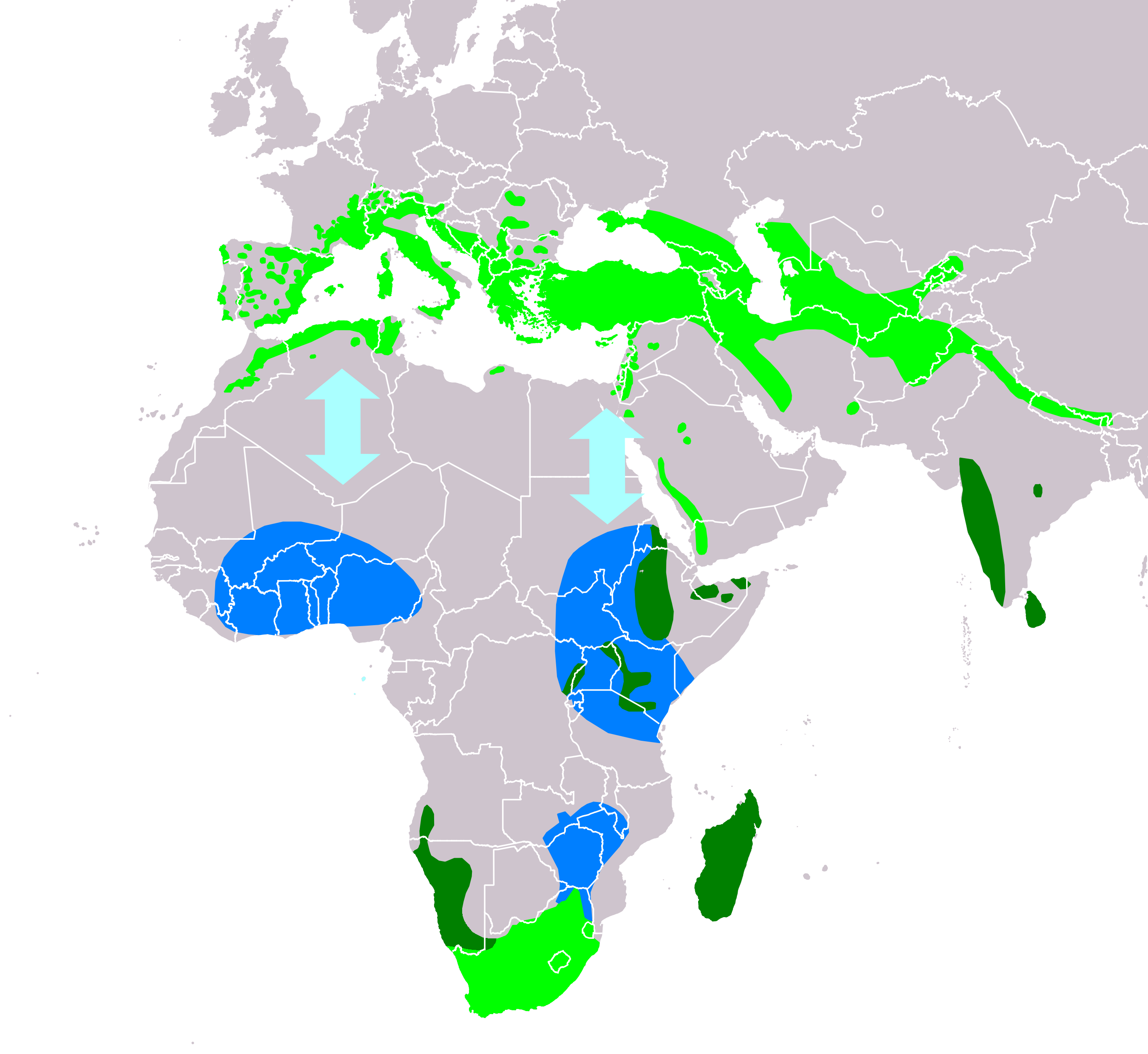
Verbreitungsgebiete des Alpenseglers
(grün = Brutgebiete, dunkelgrün = ganzjähriges Vorkommen, blau = Überwinterungsgebiete, violett = Streifzüge (Saisonalität unsicher), blassblau = wahrscheinliche Migrationsgebiete)

## Verbreitung
Das Brutgebiet des Alpenseglers erstreckt sich von Nordafrika und Südeuropa über das südliche Mitteleuropa und Vorderasien bis Zentralasien, Indien und Sri Lanka und umfasst zusätzlich noch große Teile Afrikas südlich der Sahara sowie Madagaskar.
Die nördlichsten Brutplätze in Mitteleuropa befanden sich im Jahr 1999 in Basel (Schweiz), Waldshut und Mülhausen (Frankreich) und in Baden-Württemberg in Freiburg und Emmendingen im Breisgau.
Die Art breitet sich stetig nordwärts aus, inzwischen (Stand 2024) liegt ihre nördliche Verbreitungsgrenze auf einer Linie Karlsruhe-Stuttgart.

## Nahrung
Die Nahrung besteht ebenso wie die anderer Arten der Gattung Apus aus „Luftplankton“, also hoch im Luftraum fliegenden oder durch Wind dorthin verdrifteten Arthropoden. Systematische Untersuchungen zur Ernährung liegen bisher offenbar nicht vor. 10 Futterballen von verschiedenen Orten der Schweiz enthielten 11 bis 684, im Mittel 276 Beutetiere. Insgesamt enthielten sie 1011 Schnabelkerfe (davon 668 Blattläuse und 314 Zikaden), 692 Dipteren, 301 Hautflügler, 207 Käfer, 93 Spinnen, 19 Netzflügler, 16 Schmetterlinge, 14 Steinfliegen, 14 Heuschrecken und eine Köcherfliege.

## Fortpflanzung

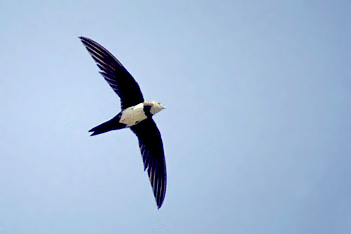
Alpensegler im Flug

Alpensegler nisten in Kolonien, gegen Artgenossen wird nur die unmittelbare Nestumgebung verteidigt. Natürliche Koloniestandorte sind Felsspalten und geschützte Nischen in steilen Felswänden, aber auch Felsgrotten und -durchbrüche in Gebirgen, im Mittelmeerraum teils auch direkt Klippen auf Meereshöhe. Seit mehreren Jahrhunderten, vielleicht schon seit der Antike, nutzt die Art auch Gebäude als Schlaf- und Brutplatz. Die genutzten Gebäude stehen im Normalfall frei oder überragen die umgebende Bausubstanz deutlich. Die Nester befinden sich meist in Hohlräumen wie Dachstühlen, in Dachkästen, hinter Holzverkleidungen oder in Nistkästen. Der Einflug erfolgt durch mindestens 7 cm hohe Lücken jeder Art. Die Nester befinden sich oft direkt hinter dem Einflugloch, aber auch mehrere Meter von diesem entfernt ober- oder unterhalb des Einflugloches. Selten werden Nester an der Außenseite von Gebäuden errichtet, z. B. hinter Zifferblättern von Kirchturmuhren, auf Stuckverzierungen oder Gesimsen.
Der Nestbau beginnt mindestens 4–5 Wochen vor der Eiablage, in der Schweiz z. B. Mitte April. Das Nest besteht aus in der Luft gesammeltem pflanzlichem oder tierischem oder auch künstlichem Material (Federn bzw. Papier, Plastik), welches sie mit Speichel  verkleben und zu einer Schale zusammenfügen. Das Nest wird meist auf waagrechten oder schrägen Unterlagen gebaut, selten auch in Spalten an senkrechte Wände angeklebt.

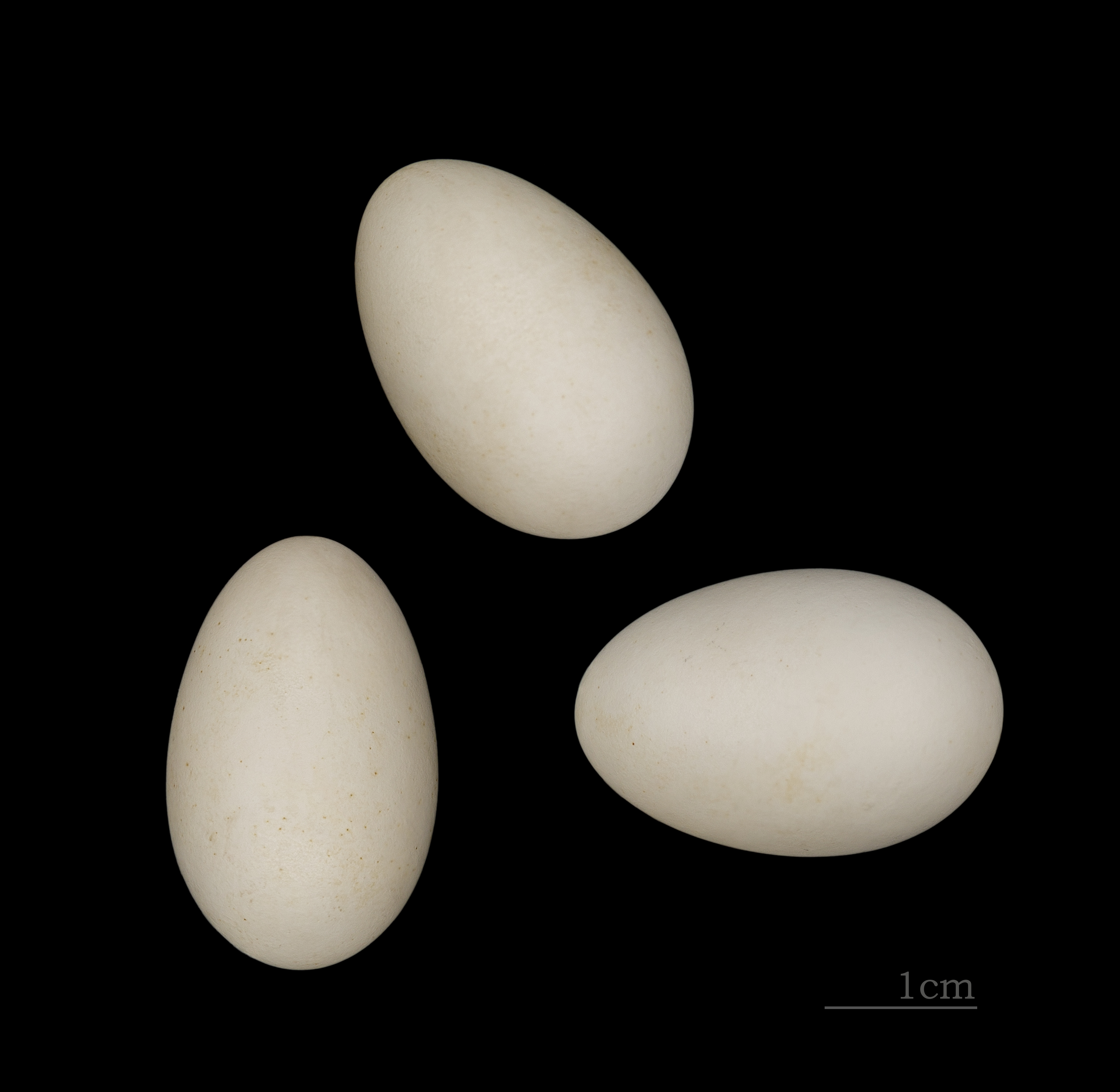
Tachymarptis melba

Die Eiablage ist stark witterungsabhängig und begann in der über Jahrzehnte untersuchten Kolonie in Solothurn bei warmer Witterung frühestens am 7. Mai, bei kalter Witterung spätestens am 5. Juni. Das Gelege umfasst meist 1–3, selten 4 Eier; diese sind reinweiß, oval, und maßen in der Solothurner Kolonie im Mittel 30,5 × 19,2 mm. Beide Elterntiere brüten abwechselnd; die Brutzeit beträgt 17–23, im Mittel 20 Tage. In der Schweiz schlüpfen die meisten Jungvögel im Juni bis Anfang Juli. Die Eltern versorgen die Jungvögel mit Futterbällchen aus Insekten und Spinnen, welche sie am Nest hervorwürgen und den zunächst leise zischenden, später laut „fauchenden“ Jungen in die Schnäbel geben. Die Nestlingszeit beträgt 53–66, im Mittel 57 Tage. Mit dem Ausflug sind Jungsegler sofort selbständig, kehren nicht mehr an das Nest zurück und fliegen bereits vor den Altvögeln in das Winterquartier.

## Alter
Das durch Beringung nachgewiesene Höchstalter eines Schweizer Alpenseglers liegt bei 26 Jahren, weitere Vögel wurden 22 und 21 Jahre alt.

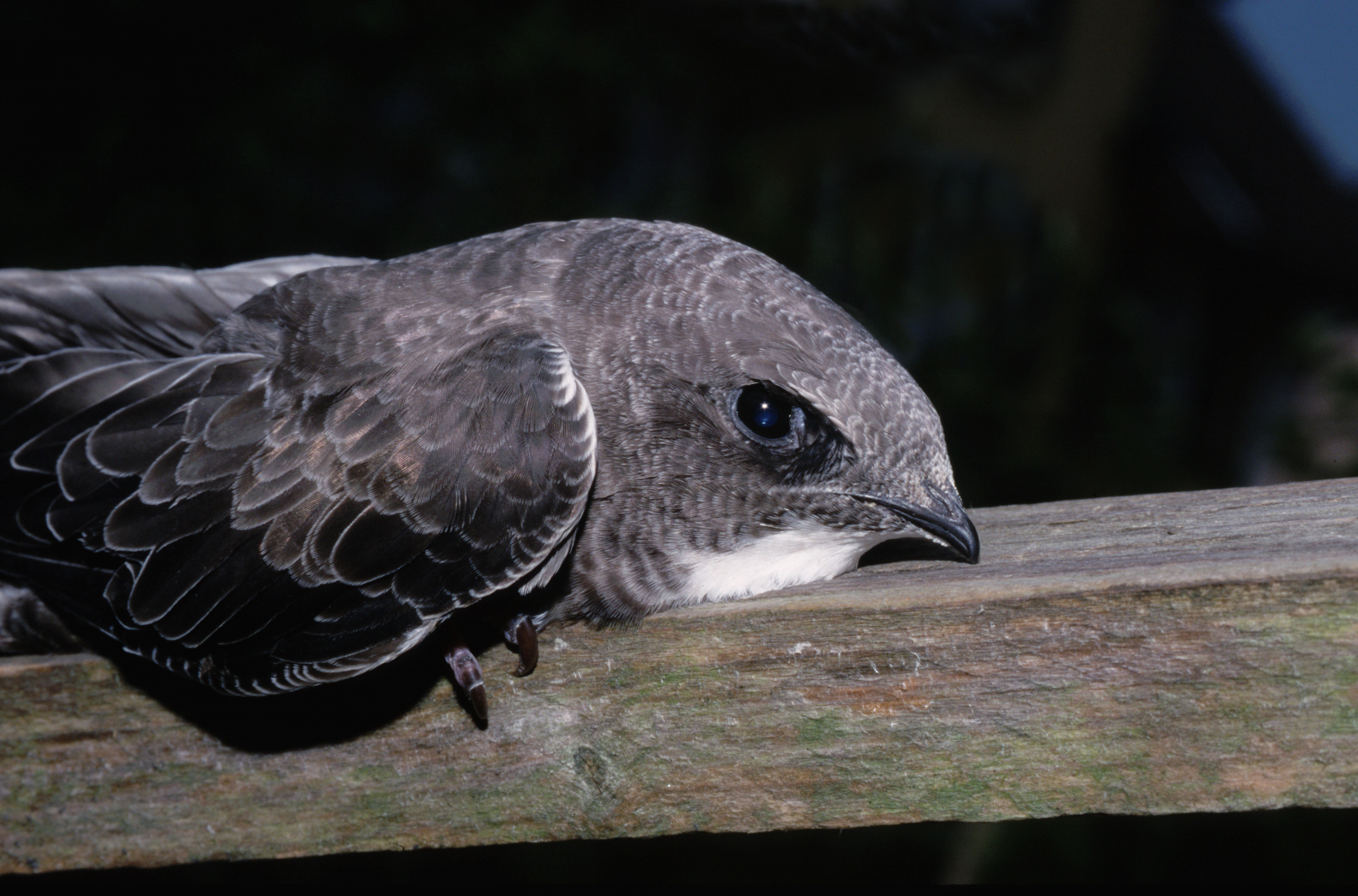
Alpensegler, Porträt

## Wanderungen
Europäische Alpensegler sind Zugvögel und überwintern im tropischen Afrika. Die genauen Winterquartiere sind unbekannt. Schweizer Brutvögel verlassen die Kolonien witterungsabhängig überwiegend Anfang September, die letzten Beobachtungen in Solothurn erfolgten zwischen 14. September und 31. Oktober. Letzte Beobachtungen in der Gesamtschweiz gelangen im November, ausnahmsweise noch Anfang Dezember.
Der Abzug aus dem Winterquartier ist unbekannt, im Nordwesten Marokkos beginnt der Heimzug Anfang März, erreicht seinen Gipfel Anfang April und läuft Mitte Mai aus. In der Schweiz treffen erste Vögel meist Ende März oder Anfang April ein, der Haupteinflug erfolgt um Mitte April.

## Bestand und Gefährdung
In Mitteleuropa ist die Art besonders durch Baumaßnahmen an besiedelten Gebäuden bedroht. Der europäische Gesamtbestand des Alpenseglers wird 2015 von BirdLife International auf 151.000-327.000 Brutpaare geschätzt, weltweit auf 1.000.000-2.499.999 adulte Individuen. Von der Roten Liste Baden-Württembergs wurde die Art gestrichen, da die Freiburger Kolonie in den letzten Jahrzehnten deutlich angewachsen ist (2008 über 130 Brutpaare) und neue Kolonien in Emmendingen, Lörrach, Tuttlingen, Achern, Gundelfingen und andernorts entstanden. Im Turm der Stadtkirche Tuttlingen befindet sich derzeit die größte Einzelkolonie Deutschlands mit etwa 50 Brutpaaren und über 200 Tieren (Stand 2020).
In der Schweiz lebten im Zeitraum 1993–1996 zwischen 1160 und 1300 Brutpaare; die größte Kolonie mit etwa 150 Paaren befindet sich in Freiburg im Üechtland. Die Art wird in der Schweiz als „potenziell gefährdet“ eingestuft. Weltweit gilt die Art laut IUCN als „nicht gefährdet“ (least concern).

## Unterarten
Es sind zehn Unterarten bekannt:
- T. m. melba (Linnaeus, 1758)[11] – Die Nominatform kommt im Süden Europas über die Türkei bis in den Nordwesten des Irans vor.
- T. m. tuneti (Tschusi, 1904)[12] – Diese Unterart ist von Marokko über den Mittleren Osten bis in den östlichen und westlichen Teil Pakistans verbreitet.
- T. m. archeri (Hartert, 1928)[13] – Das Verbreitungsgebiet dieser Unterart ist der Norden Somalias, der Südwesten Arabiens  bis nach Jordanien und Israel.
- T. m. maximus (Ogilvie-Grant, 1907)[14] – Diese Unterart kommt im Ruwenzori-Gebirge vor.
- T. m. africanus (Temminck, 1815)[15] – Diese Subspezies kommt von Äthiopien bis Südafrika und den Südwesten Angolas vor.
- T. m. marjoriae (Bradfield, 1935)[16] – Diese Unterart ist im nördlichen zentralen Namibia und dem Nordwesten Südafrikas verbreitet.
- T. m. willsi (Hartert, 1896)[17] – Diese Unterart kommt auf Madagaskar vor.
- T. m. nubifugus (Koelz, 1954)[18] – Diese Unterart ist im Himalaya verbreitet.
- T. m. dorabtatai (Abdulali, 1965)[19] – Diese Subspezies kommt im Westen Indiens vor.
- T. m. bakeri (Hartert, 1928)[13] – Diese Unterart kommt auf Sri Lanka vor.